# Kastell Vărădia

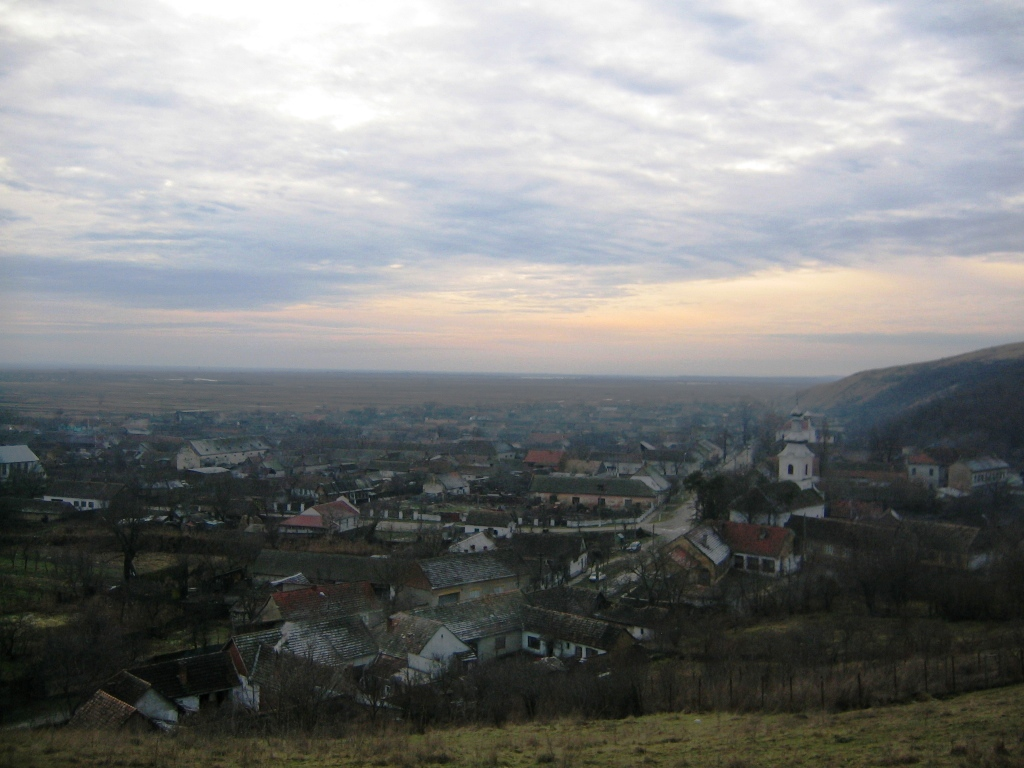
Blick auf die Ortschaft Vărădia, Aufnahme aus dem Jahr 2005

Kastell Vărădia ist der Name zweier, vermutlich zeitlich aufeinander folgender römischer Hilfstruppenlager an zwei unterschiedlichen Standorten auf dem Gebiet der zum Kreis Caraș-Severin gehörenden Gemeinde Vărădia in der rumänischen Region Banat. Sie waren Bestandteile der Festungskette des dakischen Limes in den römischen Provinzen Dacia superior bzw. später Dacia Apulensis. Gemeinsam mit insgesamt 277 Stätten des Dakischen Limes wurde die Kastelle von Vărădia 2024 zum UNESCO-Weltkulturerbe erhoben.

## Lage und Forschungsgeschichte

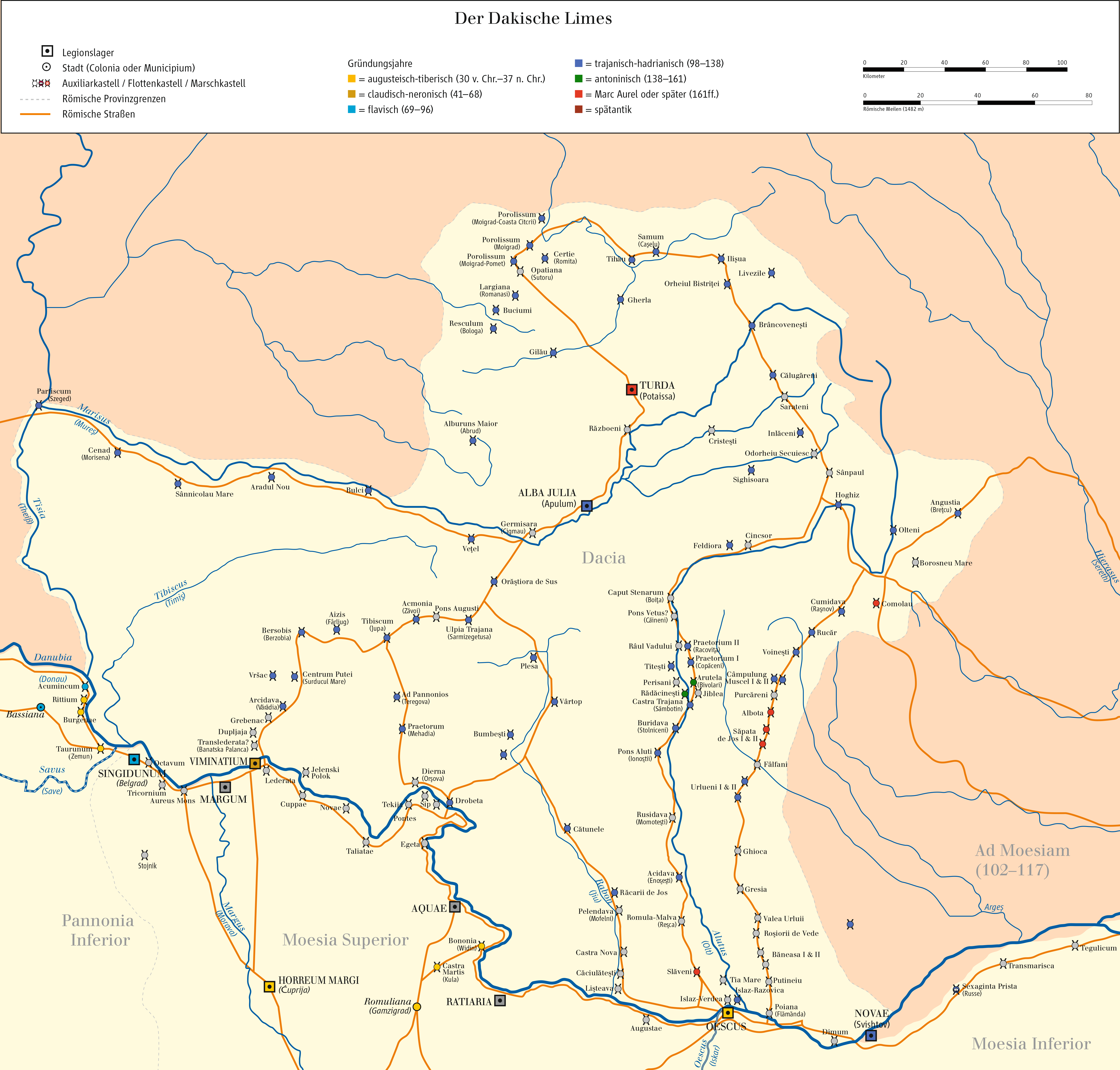
Verlauf der dakischen Limites

Das ältere Kastell (Dealul Chilii) befindet sich auf einem Hügel (Dealul), rund 500 m nordwestlich der Ortschaft Vărădia. Durch die hohe Positionierung war von dort aus die Sicht nach Süden und Westen vorzüglich, die rückwärtige Sicht war jedoch durch die Hanglage sehr stark eingeschränkt. Während der Zeit der Habsburgerherrschaft wurde in dem Bereich ein Naturpark angelegt, wodurch die Strunkturen des Lagers beeinträchtigt wurden.
Das jüngere Kastell (Pustă Rovina) liegt etwa 200 m südöstlich des Dorfes und rund 900 m Luftlinie südsüdöstlich des ersten Lagers. Es befindet sich direkt an der Einmündung des Vărădia-Baches in den Fluss Caraș. Die Fundstelle ist auch noch unter den Flurnamen Cetate (= Burg) bekannt. Im Gelände ist die Befestigung heute noch als quadratische Erhebung deutlich erkennbar. Die Besatzungen der Kastelle sicherten die römische Hauptverkehrsstraße von Lederata nach Tibiscum.
Die beiden Fundstellen sind verhältnismäßig wenig erforscht. Der Dealul Chilii wurde erstmals 1883 untersucht. Weitere Prospektionen und Ausgrabungen fanden 1901 durch Felix Milleker, 1932 durch Grigore Florescu, von 1985 bis 1990 unter Eugen Iaroslavschi sowie zwischen 1997 und 2002 unter Ovidiu Bozu und Eduard Nemeth statt. Zuletzt nahmen Dorel Micle, Liviu Măruia und Adrian Cîntar von der West-Universität Temeswar, Ovidiu Bozu vom Muzeul Judeţean de Etnografie şi al Regimentului de Graniţă din Caransebeş sowie Eduard Nemeth und Lavinia Bolcu von der Babeș-Bolyai-Universität Cluj im Jahre 2008 eine topographische Neuaufnahme und nicht-invasive, geophysikalische Prospektionen im Bereich des jüngeren Lagers vor. Die Ergebnisse dieser Untersuchungen wurden 2010 publiziert.

## Historische Hintergründe
In der Nähe des Kastells ist eine dakische Festung bezeugt. Diese wird manchmal mit dem Ortsnamen Argedava in Verbindung gebracht, der aus einer fragmentarischen zeitgenössischen Inschrift bekannt ist und als möglicher dakischer Hauptort diskutiert wird.
Die erste Kastellgründung erfolgte in der Regierungszeit des Trajan, während des ersten Dakischen Krieges (101–102 n. Chr.), vermutlich unter dem Namen Arcidava. Bei Ptolemäus wird es als Argidava, in der Tabula Peutingeriana als Arcidaba erwähnt. Bedingt durch seine geographische Lage, war das Banat für die Römer eines der Haupteingangstore zu den dakischen Provinzen. Eine dieser Verbindungen zum Donaulimes war die an den Kastellen vorbeiführende Straße nach Tibiscum, die vom mösischen Lederata ihren Ausgang nahm. Beim Bau dieser Straße hielten sich die Römer exakt an die topographischen Gegebenheiten und legten die Trasse an den äußeren, an eine Ebene angrenzenden Rand des Hügellandes an.

## Archäologische Befunde

### Kastell Vărădia – Dealul Chilii
Das Kastell auf dem Dealul Chilii ist ein Holz-Erde-Lager an einer Stelle, an der sich schon eine bronzezeitliche und eine hallstattzeitliche Siedlung, sowie die dakische Festung des La Tène befunden hatten. Es konnten eine Konstruktionsphase und eine Reparaturphase voneinander differenziert werden. Das Lager war nach gängiger Ansicht eine trajanische Gründung der frühen Okkupationszeit und bestand nur für kurze Zeit. Abweichend von dieser Hypothese hat es die Überlegung gegeben, dass es sich womöglich um eine domitianische Gründung aus der Zeit der Feldzüge der Jahre 85/86 handeln könne. Da die dieser Überlegung zu Grunde liegenden Fundmünzen aber nur einen Terminus post quem liefern können, muss diese Theorie letztlich ungeklärt bleiben. Vom Aufbau des Lagers ist nicht viel mehr als sein Grundriss und die Spuren zweier Mannschaftsbaracken bekannt. Die Maße betrugen 214 m mal 132 m, womit es eine Fläche von 2,82 Hektar bedeckte. Es war in westöstlicher Ausrichtung erbaut worden. Welche Einheiten in dem Kastell stationiert waren, ist nur ansatzweise bekannt. Ein fragmentarisch erhaltener Ziegelstempel LEG IIII […] vom Hügel Chilii spricht für die Anwesenheit einer Vexillation der Legio IIII Flavia Felix. Vermutlich wurde die Anlage noch in traianischer Zeit durch das Kastell auf der Pustă Rovina ersetzt. Die Untersuchungen des Dealul Chilii dauern bis heute an, viele der Grabungsergebnisse sind noch unpubliziert.

### Kastell Vărădia – Pustă Rovina

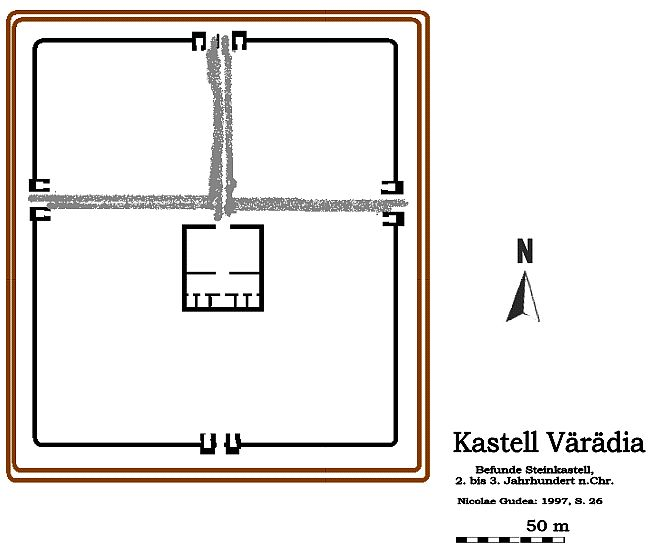
Befundskizze des Steinkastells

Bei den Grabungen im 20. Jahrhundert konnten insgesamt zwei Bauphasen festgestellt werden, eine Holz-Erde- und eine Steinbauphase. Vom Holz-Erde-Kastell ist bis dato nur sein ungefährer Umfang bekannt, der sich größtenteils mit dem des nachfolgenden Steinkastells deckte. Das Steinkastell war von seinen Erbauern in klassischer Manier der frühen und mittleren Kaiserzeit als rechteckige Anlage mit abgerundeten Ecken (Spielkartenform) gestaltet worden. Es bedeckte eine Fläche von 154 × 172 m und war von einem 7,50 m breiten und 2,50 m tiefen Spitzgraben umgeben. Die Wehrmauer war 1,10 m breit und in Opus-incertum-Technik hochgezogen worden. Sie wurde von vier Toren durchbrochen, die jeweils durch zwei, leicht nach außen vorspringenden und trapezförmigen Tortürme flankiert wurden. Die Flankentürme des Nordtores, der porta praetoria (Haupttor), maßen 4,65 × 8,40 m, die des Südtores, der porta decumana (rückwärtiges Tor), 2,80 × 8,50 m und die des Westtores, der Porta principalis sinistra (linkes Seitentor), 3,15 × 8,50 m. Die Durchfahrten der Tore waren rund 8,80 m breit. Von allen Torbauten war nur das an der Nordfront mit zwei Durchgängen, die durch einen Mittelpfeiler (spina) getrennt wurden, ausgestattet. An der porta praetoria konnte geomagnetisch ein östlicher Torturm identifiziert werden.
Von der Innenbebauung konnten durch konventionelle Ausgrabungsmethoden nur die Reste des Stabsquartieres, die so genannten Principia, und von zwei Lagerstraßen, der in der retentura (rückwärtiger Lagerteil) von Nord nach Süd verlaufenden Hauptstraße (via praetoria) (neun Meter breit) und der sich von West nach Ost erstreckenden Querstraßevia principalis (3,45 m breit) beobachtet werden. Die Principia hatten einen rechteckigen Grundriss und maßen 32,50 × 37,50 m (≈ 1.219 m²). Sie waren mit einem Innenhof (Atrium) von 18,60 × 30 m (= 558 m²) und einer Vorhalle (Basilica) von 9,50 × 30 m (= 285 m²) ausgestattet. Das Fahnenheiligtum (sacellum) befand sich auf der Rückseite des Gebäudes und war an beiden Seiten durch zwei kleinere Kammern flankiert. Die geomagnetischen Untersuchungen von 2008 erbrachten einige weitere Erkenntnisse. Das System der Lagerstraßen konnte deutlicher identifiziert werden. Bei den Mannschaftsbaracken scheinen nur die Kopfbauten der Centurionen mit Stein fundamentiert gewesen zu sein, während die Contubernia der Mannschaften auf Holzfundamenten ruhten. Darüber hinaus konnte durch eine hohe Metallkonzentration der Standort einer möglichen Fabrica (Werkstätten) ausfindig gemacht werden. Relativiert werden muss unter Umständen das bisherige Bild von der Lagerumwehrung insofern, als auf der Nordseite nur ein einzelner Verteidigungsgraben identifiziert werden konnte.
Auch im Falle des zweiten Lagers weiß man nicht sehr viel über seine Truppen. Aufgrund des Fundes eines bronzenen Täfelchens, einer Tessera militaris (Erkennungsmarke), vermutet man, dass in der Pustă Rovina die raetische Cohors prima Vindelicorum civium Romanorum milliaria equitata (die erste Kohorte der Vindeliker, mit römischen Bürgerrecht, 1000 Mann, teilberitten) eventuell bis 106 oder 111/118 stationiert war, bevor sie nach Tibiscum verlegt wurde.
Im Umfeld des Kastells konnten auch Spuren eines ausgedehnten Lagerdorfes (vicus) nachgewiesen werden.

## Fundverbleib und Denkmalschutz
Die Funde aus den hier besprochenen Anlagen befinden sich heute im Institutul de Archäologie in Bukarest, im Narodni Muzej von Vršac (Werschetz) und im Muzeul Judecean Caras Severin in Reșița (Reschitz).
Die gesamten archäologischen Stätten stehen nach dem 2001 verabschiedeten Gesetz Nr. 422/2001 als historische Denkmale unter Schutz und sind mit den LMI-Codes CS-I-s-A-10892 (Pustă Rovina) und CS-I-s-A-10893 (Dealul Chilii) in der nationalen Liste der historischen Monumente (Lista Monumentelor Istorice) eingetragen. Die RAN-Codes lauten 54519.01 (Pustă Rovina) und 54519.02 (Dealul Chilii) Zuständig ist das Ministerium für Kultur und nationales Erbe (Ministerul Culturii şi Patrimoniului Naţional), insbesondere das Generaldirektorat für nationales Kulturerbe, die Abteilung für bildende Kunst sowie die Nationale Kommission für historische Denkmäler sowie weitere, dem Ministerium untergeordnete Institutionen. Ungenehmigte Ausgrabungen sowie die Ausfuhr von antiken Gegenständen sind in Rumänien verboten.

## Weiterführende, auch ältere Literatur
- Doina Benea: Die wirtschaftliche Tätigkeit in den dörflichen Niederlassungen zwischen Theiss, Marosch und Donau. In: Studia Antiqua et Archaeologica 9 (2003), S. 299–318.
- Alexandru Borza: Banatul ín timpul Romanilor, Monografii despre raporturile dintre Italieni şi Români, (Das Banat zur Römerzeit), Varzi, Timişoara 1943, S. 63–64.
- Ovidiu Bozu: Catalogul pieselor romane di daco-romane din colectia Muzeului Banatului Montan, Catalogue of the roman and dacian-roman age collection of the Mountainous Banat Museum, 2008.
- Vasile Christescu: Istoria militara a Daciei romane. (Militärgeschichte Dakiens zur Römerzeit), Fundatia Regele Carol I, Bukarest 1937, S. 137–140.
- Nicolae Gudea: Der Limes Dakiens und die Verteidigung der obermoesischen Donaulinie von Trajan bis Aurelian. In: Aufstieg und Niedergang der römischen Welt. Teil II, Band 6. de Gruyter, Berlin/New York 1977, ISBN 3-11-006735-8, S. 871 (Liste der Militärlager).
- Eduard Nemeth, Aurel Rustoiu, Horea Pop: Limes Dacicus Occidentalis, die Befestigungen im Westen Dakiens vor und nach der römischen Eroberung, Cluj-Napoca, Editura Mega, 2005, ISBN 973-7867-33-5
- Dumitru Tudor: Tabula Imperii Romani: Bucarest. Drobeta-Romula-Sucidava. Académie de la République Socialiste de Roumanie, Bukarest 1969 (Teile der Blätter K-34, K-35, L-34, L-35), hier: TIR L 34, S. 48–51.
- Walter F. Wagner: Die Dislokation der römischen Auxiliarformationen in den Provinzen Noricum, Pannonien, Moesien und Dakien von Augustus bis Gallienus. Junker & Dünnhaupt, Berlin 1938. S. 198, S. 124–126, 208–209.

### Dealul Chilii
- Dealul Chilii im Repertoriul Arheologic Naţional (rumänisch), abgerufen am 12. März 2021
- Aktivitätenbericht 1983–1992 in der Cronica cercetărilor arheologice din România (rumänisch), abgerufen am 12. März 2021
- Aktivitätenbericht 1994 in der Cronica cercetărilor arheologice din România (rumänisch), abgerufen am 12. März 2021
- Aktivitätenbericht 1996 in der Cronica cercetărilor arheologice din România (rumänisch), abgerufen am 12. März 2021
- Aktivitätenbericht 1998 in der Cronica cercetărilor arheologice din România (rumänisch), abgerufen am 12. März 2021
- Aktivitätenbericht 2000 in der Cronica cercetărilor arheologice din România (rumänisch), abgerufen am 12. März 2021
- Aktivitätenbericht 2001 in der Cronica cercetărilor arheologice din România (rumänisch), abgerufen am 12. März 2021

### Pustă Rovina
- Pustă Rovina im Repertoriul Arheologic Naţional (rumänisch), abgerufen am 12. März 2021
- Aktivitätenbericht 1998 in der Cronica cercetărilor arheologice din România (rumänisch), abgerufen am 12. März 2021
- Aktivitätenbericht 1999 in der Cronica cercetărilor arheologice din România (rumänisch), abgerufen am 12. März 2021
- Aktivitätenbericht 2000 in der Cronica cercetărilor arheologice din România (rumänisch), abgerufen am 12. März 2021
- Aktivitätenbericht 2001 in der Cronica cercetărilor arheologice din România (rumänisch), abgerufen am 12. März 2021
- Aktivitätenbericht 2002 in der Cronica cercetărilor arheologice din România (rumänisch), abgerufen am 12. März 2021
- Aktivitätenbericht 2004 in der Cronica cercetărilor arheologice din România (rumänisch), abgerufen am 12. März 2021
- Aktivitätenbericht 2005 in der Cronica cercetărilor arheologice din România (rumänisch), abgerufen am 12. März 2021
- Aktivitätenbericht 2006 in der Cronica cercetărilor arheologice din România (rumänisch), abgerufen am 12. März 2021
- Aktivitätenbericht 2011 in der Cronica cercetărilor arheologice din România (rumänisch), abgerufen am 12. März 2021